# Западнохристиянски църкви
Западнохристиянските църкви се разделят на три групи. Те са следните, подредени по численост:
- Католическа църква
- Протестантски църкви
- Англиканска църква

Повечето от християните по света са западни християни (около 2 милиарда от общо 2,3 милиарда християни). Най-голямата латинска църква (част от католическата църква) се развива под ръководството на папата в Западната Римска империя през античността. От тази църква се развиват многобройни протестантски деноминации, сред които лутеранство и англиканство, започвайки с Реформацията през 16 век.
Западното християнство изиграва голяма роля в оформянето на западната цивилизация. С разпространяването на европейския колониализъм по света, латинската църква достига Америка, Филипините, Австралия, Южна Африка и части от Западна Африка.